# Edwin Honig
Edwin Honig (* 3. September 1919 in Brooklyn, New York City; † 25. Mai 2011 in Providence, Rhode Island) war ein US-amerikanischer Dichter, Literaturkritiker und Übersetzer, der vor allem durch seine englischsprachigen Übertragungen aus der spanischen und portugiesischen Literatur bekannt wurde.

## Leben
Nach dem Schulbesuch studiert er an der University of Wisconsin und erwarb dort 1941 einen Bachelor of Arts (B.A.). Nachdem er während des Zweiten Weltkrieges seinen Militärdienst in der US Army in Europa abgeleistet hatte, absolvierte er ein postgraduales Studium im Fach Anglistik an der University of Wisconsin und schloss dieses mit einem Master of Arts (M.A. English) ab. Im Anschluss war er zunächst als Dozent an der Harvard University sowie einigen anderen Universitäten tätig.
1957 übernahm er eine Professur für englische Sprache und Komparatistik an der Brown University und lehrte dort bis zu seiner Emeritierung 1982. An der Brown University gründete er das Programm für Kreatives Schreiben, aus dem die heutige Abteilung für literarische Künste entstand. Daneben war er 1973 Gründer sowie erster Herausgeber der Copper Beech Press, eines kleinen Verlags in Providence, der sich auf die Veröffentlichung von Gedichten und Übersetzungen spezialisierte.
Zuletzt litt er an der Alzheimer-Krankheit und trat in einem von seinem Cousin, dem Filmregisseur Alan Berliner, gedrehten kurzen Dokumentarfilm mit dem Titel Translating Edwin Honig: A Poet’s Alzheimer’s, der auf dem New York Film Festival 2010 uraufgeführt wurde. In dem Film wurden die Veränderungen der Beziehungen durch Sprache, Erinnerung und die Selbstwahrnehmung der Veränderungen im Laufe des Krankheitsfortschritts dargestellt.

## Veröffentlichungen
Daneben begann er seine Tätigkeit als Übersetzer und trug als solcher wesentlich dazu bei, die Werke von Fernando Pessoa, dem bedeutenden portugiesischen Dichter des frühen 20. Jahrhunderts, einer englischsprachigen Leserschaft näher zu bringen. Er übersetzte die Gedichte von Federico García Lorca und verfasste eine 1944 veröffentlichte kritische Studie über den 1936 während des Spanischen Bürgerkrieges von den Nationalisten Francisco Francos ermordeten García Lorca, die zu den frühesten Darstellungen über den Dichter in englischer Sprache gehörte. Darüber hinaus übersetzte er auch zahlreiche Bühnenwerke wie zum Beispiel von Miguel de Cervantes und dessen Landsmann Pedro Calderón de la Barca.
Seine 1964 vom Verlag New American Library herausgegebenen Übersetzungen von Cervantes kurzen Vignetten, die zwischen den Akten einzelner Theaterstücke gespielt wurden, unter dem Titel Eight Interludes beinhaltete Zwischenspiele wie El viejo zeloso (Der eifersüchtige Alte) und El juez de los divorcios (Der Scheidungsrichter).
Zu seinen weiteren Übersetzungen gehören Poems of Fernando Pessoa (Mitautorin Susan M. Brown, 1986), Life Is a Dream (Theaterstück von Calderón de la Barca) sowie Four Puppet Plays, Play Without a Title, the Divan Poems, and Other Poems, Prose Poems and Dramatic Pieces (1990) nach den Werken von García Lorca. Sein Interesse für die portugiesisch-spanische Literatur wurde durch seine aus Spanien stammende sephardische Großmutter hervorgerufen.
Neben den Übersetzungen anderer Dichter verfasste Honig auch mehrere eigene Gedichtbände wie The Moral Circus (1955), The Gazabos (1959), Shake a Spear With Me, John Berryman (1974) und Time and Again: Poems, 1940-1997 (2000). Seine Gedichte waren durch formale Präzision, meisterhafte tonale Kontrolle und teilweise beißenden Witz geprägt wie zum Beispiel in dem Gedicht „Anon“. Weitere bekannte Gedichte aus dem Band Time and Again sind „Pacific Grove“, „Pinch-hitting“, „To Infinite Eternity“, „Turning Eighty“, „Up Sooner Than That“, „Elsewhere“, „On Moving On“ sowie „Fountain“.
Als Kritiker wurde er insbesondere durch Dark Conceit: The Making of Allegory (1959) bekannt.